# Elisabetta Gualmini
Elisabetta Gualmini, née le 17 mai 1968 à Modène, est une femme politique italienne.
Membre du Parti démocrate, elle est vice-présidente de la région Émilie-Romagne de 2014 à 2019 et siège au Parlement européen depuis 2019.